# Serrat de Collgriell
El Serrat de Collgriell és una serra situada als municipis de Gurb i Sant Bartomeu del Grau (Osona), amb una elevació màxima de 855,3 metres.